# Beatrice Hutton

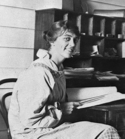
Beatrice Hutton

 Beatrice May Hutton (* 16. Juli 1893 in Lakes Creek, Queensland, Australien; † 7. Oktober 1990 in Indooroopilly, Queensland, Australien) war eine australische Architektin.  Am 30. Oktober 1916 wurde sie als erste Frau in ein Architekturinstitut in Australien aufgenommen.

## Leben und Werk
Hutton war das zweite von sieben Kindern von Clara Susannah Holt und von dem Züchter und Landvermesser Falconer West Hutton. Sie verbrachte einen Großteil ihrer Kindheit in Comet Downs in Central Queensland. Die Auswirkungen der großen Dürre um die Jahrhundertwende zwangen ihre Familie 1902 dieses Land zu verlassen. 1906 zog sie mit ihrer Familie nach Rockhampton, wo sie die Rockhampton Grammar School besuchte. Sie begann ihre Berufsausbildung zunächst im Vermessungsbüro ihres Vaters. 1912 wurde sie Schülerin des Rockhampton-Architekten Edwin Morton Hockings, der Direktor der Firma EM Hockings & LT Palmer war.
Als Hockings während des Ersten Weltkriegs Kriegsdienst leistete, wurde sie Chefzeichnerin der Firma. 1915 entwarf sie ein Haus für den Manager der Bank of Australasia. Im März 1916 bewarb sie sich als Associate bei dem Queensland Institute of Architects. Ihre Bewerbung wurde auf der Institutsversammlung am 30. Oktober angenommen und sie war damit die erste Frau, die in Australien an einem Architekturinstitut zugelassen wurde. Ein früherer Antrag von Florence Taylor an das Institute of Architects of New South Wales wurde 1907 aufgrund ihres weiblichen Geschlechts abgelehnt.
Nach ihrem Umzug nach Sydney Ende 1916 konzentrierte sich Huttons Arbeit hauptsächlich auf Wohnprojekte wie 1927 auf das New South Wales (NSW) Masonic Club Building und das Sirius House am Macquarie Place. Ab April 1917 arbeitete sie für den Architekten Claude William Chambers, der zuvor in Brisbane und Melbourne tätig war. Im Januar 1930 wurde Hutton Juniorpartnerin von Chambers mit der Firma Chambers & Hutton.
Obwohl Hutton in Sydney lebte, kehrte sie nach Rockhampton zurück, um an verschiedenen Projekten zu arbeiten, darunter 1919 das Myles House und 1923 das Rudd House. Ihre Erfahrung bei der Firma von Chambers ermöglichte es ihr, sich am 26. Juni 1923 beim New South Wales Architects Registration Board eintragen zu lassen. Sie besaß keine akademischen Qualifikationen, hatte sich aber durch ihre fünfjährige Tätigkeit für die Registrierung qualifiziert. In diesem Jahr entwarf sie das Haus Ngarita im Sydneyer Vorort Bellevue Hill für ihre Tante und ihren Onkel, den Wolltextilfabrikanten und Philanthrop Sir William Vicars. Die Pläne nennen zwar James Vicars als Architekten, in Interviews mit Judith McKay in den 1980er Jahren bestätigte Hutton jedoch, dass sie Ngarita entworfen hatte und nach der Fertigstellung des Hauses Ende Juli 1926 mit ihrer Tante und ihrem Onkel in die Vereinigten Staaten von Amerika gereist war.
Hutton arbeitete für Chambers an einer Reihe von Projekten, darunter der Entwurf des NSW Masonic Club-Gebäudes. Das Clubgebäude war das erste Stahlbetongebäude seiner Art in Sydney und zum Zeitpunkt der Fertigstellung war es mit 12 Stockwerken das höchste Gebäude Sydneys. Das 1927 fertiggestellte Gebäude gilt als Beispiel für den kommerziellen Palazzo-Stil der Zwischenkriegszeit und ist im New South Wales State Heritage Register aufgeführt.
1934 kehrte sie nach Rockhampton zurück, um sich um ihre Eltern zu kümmern. Nach dem Tod ihres Vaters zog sie 1936 mit ihrer Mutter nach Brisbane und eröffnete 1938 ein Kunstatelier im Colonial Mutual Life Building, wo sie ihre Töpferwaren, Teppiche und Holzschnitzereien ausstellte und verkaufte. Sie starb im Alter von 97 Jahren.

## Ehrungen
Sie wird mit dem Beatrice Hutton Award for Commercial Architecture geehrt, der jährlich vom Australian Institute of Architects Queensland Chapter verliehen wird. Der Beatrice Hutton Room in der Rockhampton Art Gallery und das Beatrice Hutton House des Capricornia College in der Central Queensland University in Rockhampton sind nach ihr benannt.

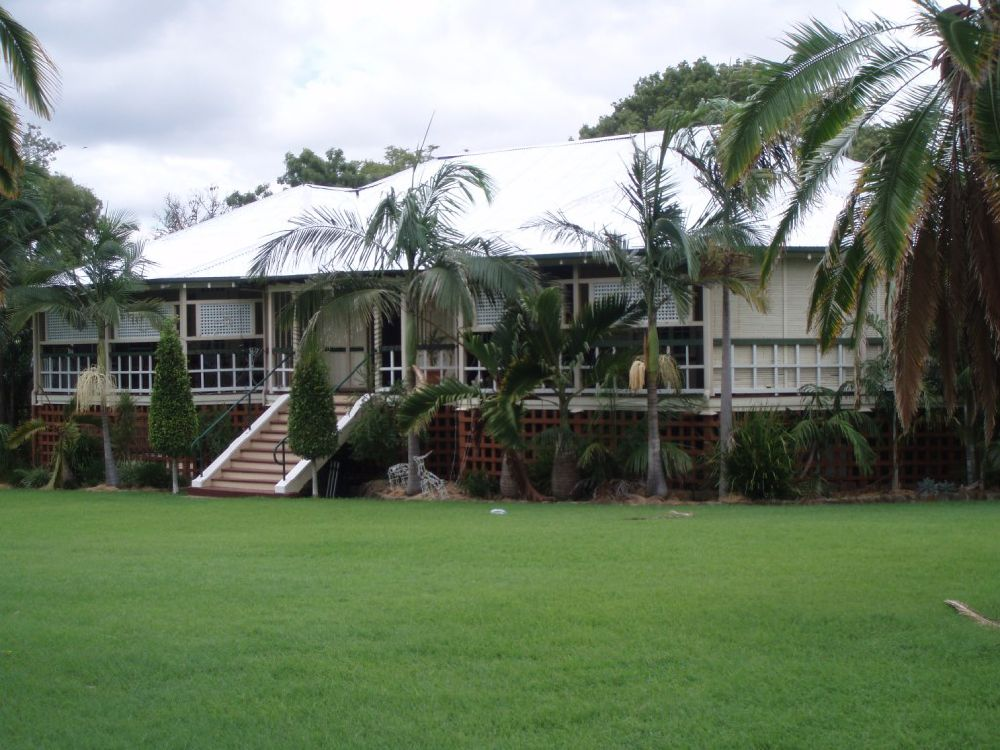
Rudd Residence, 2009

## Bauten (Auswahl)
- 1916: J. W. Dalzell Residence, Rockhampton
- 1919: Myles House, Rockhampton
- 1923: Rudd Residenz, Rockhampton; 1999 in das Queensland Heritage Register aufgenommen
- 1923: Ngarita, Bellevue Hill, Sydney
- 1926: Brecknell Street, Rockhampton
- 1927: NSW Masonic Club building
- Sirius House, Macquarie Place